# Naaba Kougri
Pour les articles homonymes, voir Kougri.
Naaba Kougri (né Moussa Congo en 1930 et mort le 8 décembre 1982), était le 36e empereur des Mossis (Mogho Naaba) de Ouagadougou au Burkina Faso, intronisé en 1957.

## Biographie
Après la mort du Mogho Naaba Sagha II, le 12 novembre, son fils Moussa Congo âgé de 27 ans lui succède le 28 novembre 1957, sous le nom de Naaba Kougri. Le 17 octobre 1958, le Mogho Naaba tente d'établir une monarchie constitutionnelle mais il échoue lorsque le 20 octobre Maurice Yaméogo devient président du Conseil de gouvernement. Le 11 décembre 1958, la République de Haute-Volta, état membre de la Communauté française est proclamée.
Le 8 décembre 1982, le Naaba Kougri décède et son fils Ousmane Congo lui succède sous le nom de règne Baongo II.